# Juan José Jolly Kyle

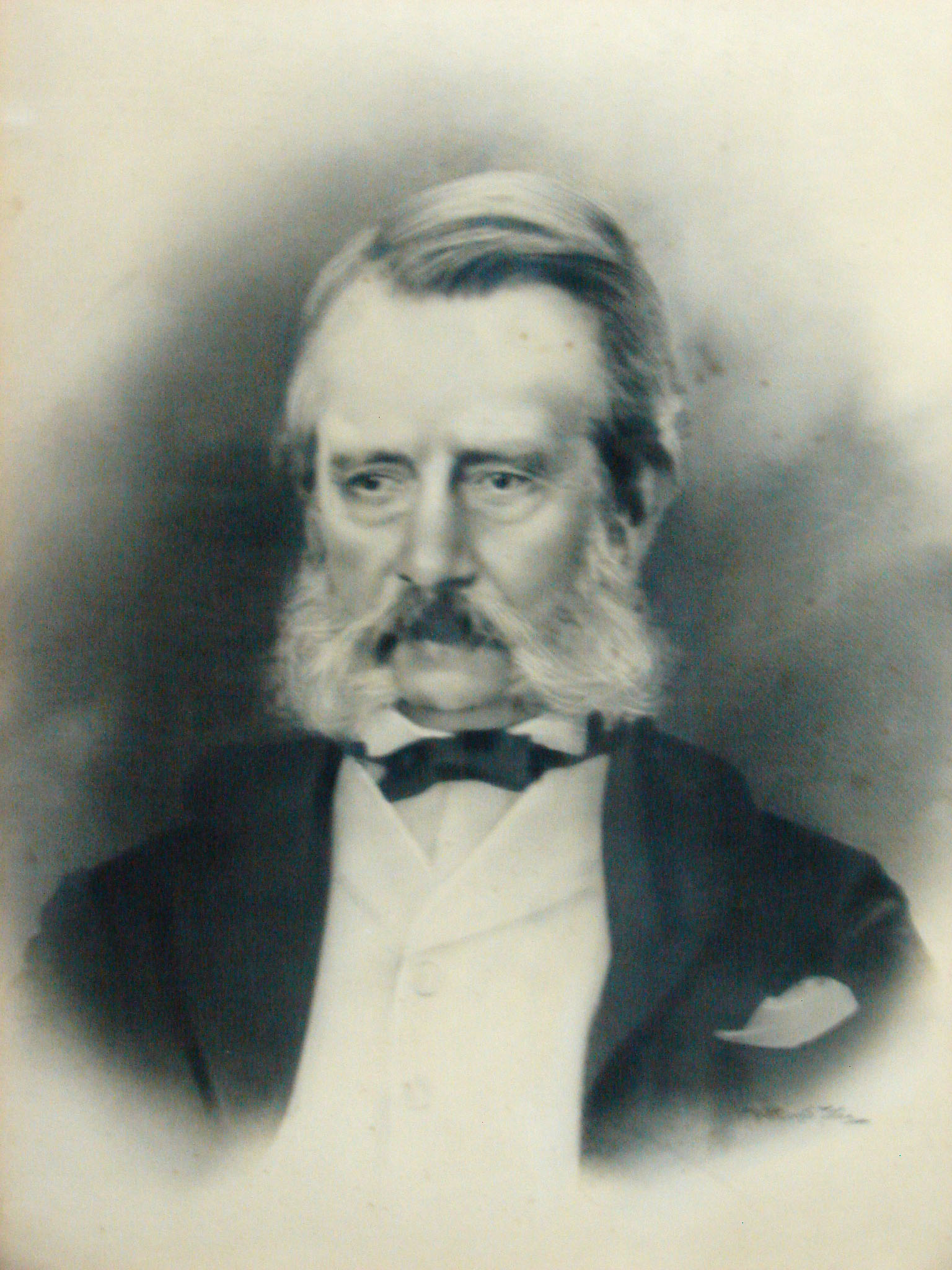
J.J.J. Kyle, 1881

Juan José Jolly Kyle, nacido como John Joseph Jolly Kyle, (1838-1922) fue un químico escocés nacionalizado argentino de la época pionera de la Química argentina. El premio Dr. Juan J. J. Kyle, máxima distinción de la Asociación Química Argentina, lleva su nombre como reconocimiento a su trayectoria.

## Formación
Kyle nació en Stirling (Escocia) el 2 de febrero de 1838. Comenzó su formación de farmacéutico como era la usanza de la época entrando en una farmacia de Edimburgo como aprendiz primero y practicante después. Completando aquellas modestas funciones en 1855, pasó a ser ayudante del Dr. Stevenson Macadam, profesor de Química de la Escuela de Cirugía de la Universidad de Edimburgo. A los 18 años hizo su primer descubrimiento. Desarrollando un interés en la química industrial, se mudó a la Universidad de Glasgow, siendo nombrado el jefe del laboratorio químico de dicha universidad. Desde allí pasó a ser el dirigente de una fábrica de negro animal en la ciudad de Greenock.

## Enlace argentino
En 1862 decidió emigrar a la República Argentina, llegando a las orillas de su futura patria el 9 de julio de 1862. En 1865 el Mariscal Solano López invadió la Provincia de Corrientes, desencadenando la llamada Guerra de la Triple Alianza. Kyle se alistó en el flamante cuerpo médico del Ejército Argentino como farmacéutico, marchando por Entre Ríos y Corrientes y llegando al Paraguay, y participando en el sitio de Uruguayana, los tres días del Boquerón, y la cruenta Batalla de Tuyutí. Las delicadas tareas del joven farmacéutico se complicaron con la aparición del cólera en ambos campos de combatientes, sirviendo a bordo del vapor Pavón, dedicado al transporte de heridos, y luego en el hospital de Itapirú, del cual salió el 8 de diciembre de 1866, a cargo de un convoy de heridos e inválidos que regresaban a Buenos Aires, en donde pidió y recibió su baja. Las tristes experiencias lo impulsaron a tomar un interés fundador en la Cruz Roja Argentina, de que fue nombrado socio honorario por servicios prestados (1898). Naturalizóse ciudadano argentino en 1873.

## La época pionera
En su época la especialización no era un recurso factible para el químico latinoamericano que, por lo tanto, debía abarcar todo o, como dijo Herrero Ducloux, “los que se entregaban a la química debían ser fatalmente enciclopédicos – su bibliografía lo evidencia – es decir, debían repartir su actividad entre todas la ramas de esta ciencia”. Aunque farmacéutico por formación, la hidrología, la química industrial y minera dominan en su producción, y (según Herrero Ducloux) debe mencionarse "como de singular trascendencia … al estudio del régimen y composición de las aguas subterráneas de la provincia de Buenos Aires, por medio de perforaciones sistemáticamente organizadas, abriendo nuevos rumbos a la agricultura, a la ganadería y, en general, a las industrias que dependen de una provisión ilimitada de agua potable".

## Cargos y distinciones
De esta manera Kyle fue nombrado Profesor de Química en el Colegio Nacional de Buenos Aires (1871); Ensayador de la flamante Casa de la Moneda (1881); Director de la Oficina de Contraste de las Obras de Salubridad (1888); Catedrático de Química Orgánica en la Facultad de Ciencias Exactas, Físicas y Naturales de la Universidad de Buenos Aires (1889); Químico de la Inspección General de las Obras de Salubridad (1890); Profesor de Química Industrial en el Colegio Nacional de Buenos Aires (1892); y por colmo Catedrático de Química Inorgánica en la dicha Facultad (1896). Fue director de la primera tesis doctoral en química en el país (1901): el primer doctor en Química fue Herrero Ducloux, y la fecha (26 de noviembre) se conmemora en el Día del Químico.

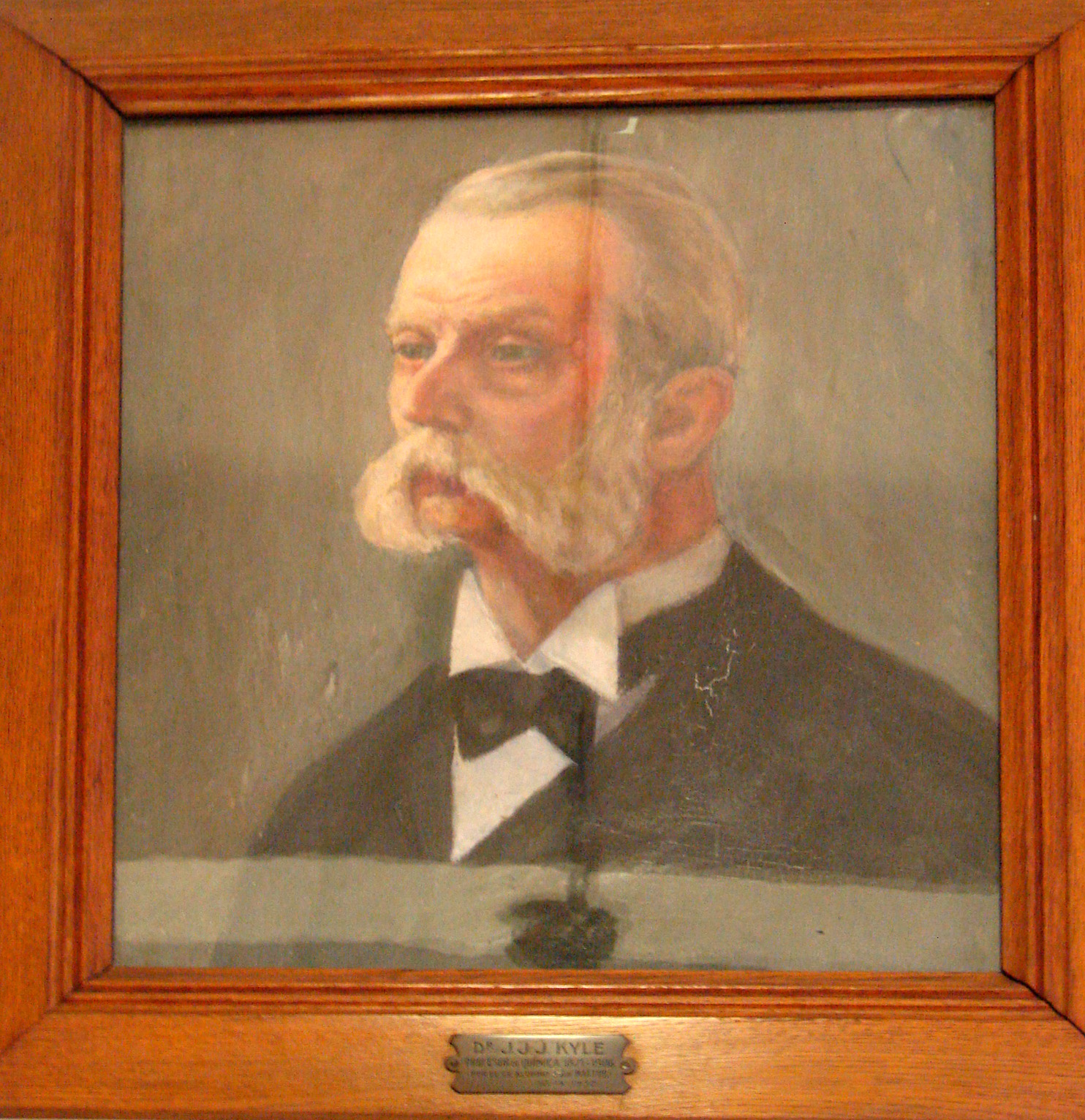
Retrato del Dr. Kyle (1903) en el Aula Kyle del Colegio Nacional

Fue Académico de la Facultad de ciencias exactas, físicas y naturales (1881); Presidente de la Sociedad Científica Argentina (1874-5 y 1892-3); Miembro, con título, de la Junta provisoria de higiene médico-militar (1879) y al año siguiente miembro honorario del Departamento nacional de higiene; y Miembro activo de la Academia Nacional de Ciencias (Córdoba) (1879). En 1889 recibió el diploma de doctor en ciencias naturales (honoris causa) de la Universidad de Buenos Aires.

## Obra
Cuando se jubiló en 1906 Kyle ya había publicado unas 65 obras en temas tan diversas como: minuciosas experiencias para averiguar cual era el lugar más ventajoso para poner la toma de aguas corrientes para abastecer la Ciudad de Buenos Aires; la presencia de materias orgánicas en el agua potable; la composición química de los ríos argentinos; las plantas medicinales de la Provincia de Córdoba; el contenido de cafeína en la yerba mate; la adulteración del azafrán; los vinos de la República Argentina; la composición química de aerolitos caídos en la Provincia de Buenos Aires; el guano de la Patagonia; el petróleo en la Provincia de Jujuy; un nuevo alcaloide que aisló del ybiraro Ruprechtia salicifolia; la boronatrocalcita de la Provincia de Salta; el oro de Cabo Vírgenes; estudios del cemento de un embalse con fallas de construcción; la incrustación de una caldera y la depuración de aguas industriales; el platino nativo de la Tierra del Fuego; las napas de las aguas del subsuelo de la provincia bonaerense; On a vanadiferous lignite found in the Argentine Republic with analysis of the ash (leída en el meeting del British Association de 1892); el manganeso argentífero de la Provincia de Mendoza; la destrucción de la mampostería por los gases cloacales. Su última obra, publicada en Ambrosetti, ‘’El bronce en la región calchaquí’’ (1904) comprobó que los aborígenes calchaquíes eran un pueblo con una cultura de la Edad del Bronce. Murió en Buenos Aires el 23 de febrero de 1922.